# Synaldis cultrigaster
Synaldis cultrigaster är en stekelart som beskrevs av Fischer 1970. Synaldis cultrigaster ingår i släktet Synaldis och familjen bracksteklar. Inga underarter finns listade i Catalogue of Life.